# Avenue Henri Martin (stanice RER v Paříži)
Avenue Henri Martin je nádraží příměstské železnice RER v Paříži, které se nachází v 16. obvodu na křižovatce ulic Avenue Henri-Martin a Boulevard Flandrin. Slouží pro linku RER C. V roce 2004 činil počet denních pasažérů 500–2500 a vlaků 150-250. Nádraží je umístěno na povrchu, zatímco nástupiště a koleje se nacházejí v podzemí.

## Historie
Nádraží bylo otevřeno při zprovoznění trati z nádraží Saint-Lazare do Auteuil. Trať se později stala součástí železnice Petite Ceinture. 1. června 1924 byla kvůli ztrátovosti trať uzavřena pro osobní dopravu. V roce 1985 byla trať kvůli rekonstrukci uzavřena a od 25. září 1988 nádraží slouží opět pro veřejnost, když byl na lince RER C otevřen úsek Montmorency – Invalides využívající severozápadní část tratě Petite Ceinture.